# Francis Buchanan White
Pour les articles homonymes, voir White.
Francis Buchanan White est un botaniste et un entomologiste écossais, né le 20 mars 1842 à Perth et mort le 3 décembre 1894 dans cette même ville.
Il obtient son Medical Doctorat à l’université d'Édimbourg en 1864. Il se marie avec Margaret Juliet Corrie en 1866. Ensemble, ils auront trois filles.
Il dédiera à sa femme quatre genres d'insectes qu'il décrit et nomme, le premier Margareta, et les trois autres par des anagrammes, Targarema, Metagerra et Argaterma (les trois premiers sont des punaises Rhyparochromidae et le dernier un genre de Cicadellidae, tous de Nouvelle-Zélande).
Il fonde en 1871 le Scottish Naturalist Magazine. Il participe, en 1867, à la fondation de la Perthshire Society of Natural History et en 1874, à celle de la Cryptogamic Society of Scotland. Il est également membre de plusieurs autres sociétés savantes.
White est notamment l’auteur de la Fauna Perthensis, Lepidoptera (1871), The Flora of Perthshire (1898), de la Liste des Hémiptères de Nouvelle-Zélande, (List of Hemiptera of New-Zealand) (1876, 1878), ainsi que de nombreux articles scientifiques.
Il contribue au rapport scientifique de l'Expédition du Challenger, en redécrivant et en illustrant les espèces connues du genre Halobates (un genre de punaises Gerridae, Halobatinae).